# Projeto Andar de Novo
O Projeto Andar de Novo é um consórcio internacional, sem fins lucrativos, liderado por Miguel Nicolelis, criado em 2009 pela Universidade Duke e o IINN/ELS, onde pesquisadores se reúnem na busca de tratamentos de neuro-reabilitação para lesões da medula espinhal, que foi pioneiro no desenvolvimento e uso da interface cérebro-máquina, incluindo sua versão não-invasiva com o uso de EEG.

## História
Nicolelis, neurocientista brasileiro trabalhando na Universidade Duke, que já estava propondo o uso de ICM desde 2006 em seu laboratório, mas já explorava essa área desde 1999, quando demonstrou a viabilidade da ICM ao lado do cientista John Chapin, desenvolveu, em 2008, ao lado de Gordon Cheng, um experimento onde testaram a primeira ICM continental, onde uma símia na Carolina do Norte, controlou um robô em Quioto, sendo um precursor do Projeto Andar de Novo. Anteriormente, em 2000, Nicolelis já havia demonstrado, em publicação na Nature, a possibilidade de um computador decodificando sinais cerebrais de um símio, para mover um braço robótico. O projeto, iniciado em 2009, é uma parceria de instituições dos EUA, Suíça, Alemanha e Brasil.
Em um dos seus primeiros passos, publicados em 2011, a equipe do projeto fez com que um macaco controlasse um braço mecânico e recebesse informações táteis desta ferramenta, inclusive no mundo virtual, com a pesquisa da equipe sendo recebido como “como avanço importante pela comunidade científica”, segundo a revista Veja. Naquele ano, no livro “Muito além do nosso eu”, Nicolelis descreveu seu plano de fazer um paciente dar o chute inaugural da Copa do Mundo, num projeto orçado em R$ 33 milhões (2013) e financiado pela Finep.

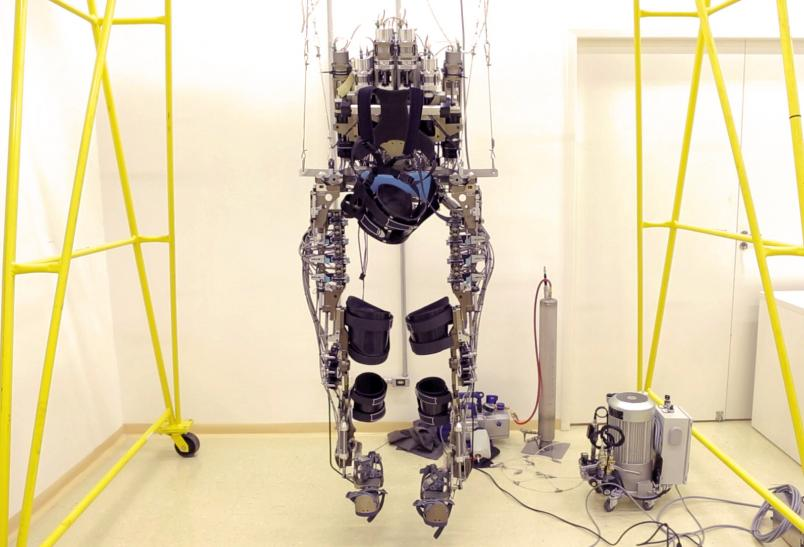
Exoesqueleto BRA-Santos Dumont durante testes em 2014

Em 2012, no processo que visava criar o exoesqueleto BRA-Santos Dumont para a Copa do Mundo FIFA de 2014, de forma inédita, a equipe do projeto gravou 1847 neurônios simultaneamente. A pesquisa seguinte fez com que ratos pudessem sentir informações táteis de luz infravermelha, como uma possibilidade de uma nova forma de comunicação da ICM. No ano seguinte, o projeto recebeu a autorização para testar o exoesqueleto no Brasil, com voluntários da Associação de Assistência à Criança Deficiente passando a testar o equipamento desde o começo de novembro de 2013.
Ao retornar ao Brasil para o projeto, Nicolelis verificou que os pacientes não desejavam passar por cirurgias como forma de recuperarem os movimentos. Isso fez com que sua equipe desenvolvesse técnicas não-invasivas, que puderam ajudar pacientes de maneira crônica, algo, conforme o cientista, “que nunca tinha sido feito em décadas de pesquisa e tratamentos de lesões medulares.”
Em 2013, a equipe do projeto revelou que puderam fazer dois macacos rhesus controlar dois braços virtuais, usando apenas o pensamento. A pesquisa foi publicada no Science Translational Medicine. Em março de 2014 os dois exoesqueletos já estavam no Brasil.
O contato inicial com a FIFA foi realizado em 2012, mas o plano de dar o “chute inaugural”, que envolveria até o paciente se levantando da cadeira de rodas e atravessando 25 metros do gramado, foi abandonado pela entidade, com Nicolelis estando ciente da limitação de tempo desde março de 2014. No fim, a demonstração, realizada pelo paciente Juliano Alves Pinto durante a cerimônia de abertura da copa, foi reduzida para apenas três segundos em rede mundial, o que foi objeto de polêmica.
A equipe do Andar de Novo na Copa, então composta por 150–156 pessoas, não possuía controle sobre a geração de imagens, mas o restante do projeto foi executado de forma bem sucedida. O “MIT Technology Review” listou o exoesqueleto como um dos “principais fracassos” da área tecnológica em 2014, algo rebatido por Nicolelis, enquanto “The Verge” o identificou como “uma das 50 personalidades mundiais de 2014”.
Em 3 de março de 2016, a equipe demonstrou o uso de ICM em símios para que movimentassem cadeiras de rodas usando apenas o pensamento. Em 11 de agosto do mesmo ano, foi publicado, no Scientific Reports, uma pesquisa onde oito pacientes paraplégicos, que perderam a totalidade dos movimentos de seus membros inferiores devido a lesões na medula espinhal, passaram por uma “recuperação neurológica parcial” após 12 meses de treino com realidade virtual, um robô e um exoesqueleto.
O experimento descrito acima teve a participação de 6 homens e 2 mulheres: em quatro casos os pacientes passaram para “paralisia parcial”; uma mulher de 32 anos, paralisada há mais de uma década, se tornou capaz de andar com apoios após 13 meses e uma das duas participantes pôde engravidar após restaurar as sensações dentro e fora do corpo, além de alguns homens recuperarem a capacidade sexual. Os pacientes relataram que o tratamento ocasionou uma melhora na qualidade de vida.
Os pesquisadores se surpreenderam com as melhoras, pois o dano na medula impediria a comunicação do cérebro com o resto do corpo. Nicolelis teorizou, ainda sem evidências via exames de imagem, que a imersão e o foco mental no treinamento teria estimulado a plasticidade cerebral, fazendo, possivelmente, o cérebro transmitir informações pelo que restava dos nervos.

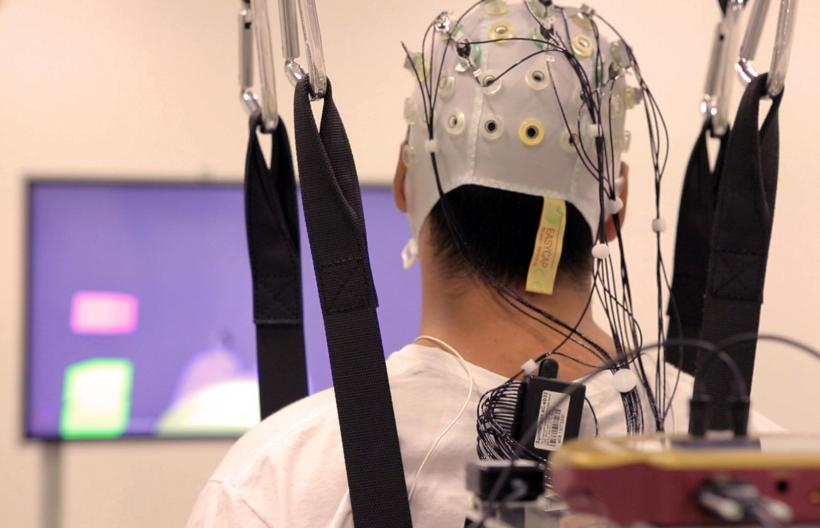
Exemplo da ICM não invasiva, 2014

Em 2018, em artigo publicado na Plos One, o projeto demonstrou sete pacientes paraplégicos completos, se tornando paraplégicos parciais, devido ao treinamento com a ICM no decorrer de 28 meses. Em 2019, numa pesquisa publicada na Scientific Reports, três pacientes paraplégicos testaram a “interface cérebro-músculo”, onde pequenas cargas elétricas nas pernas ajudaram que pudessem se mover sem o exoesqueleto. Em uma pesquisa publicada no dia 1 de maio de 2021, na Scientific Reports, demonstrou dois pacientes, que sofriam de paraplegia crônica, conseguindo caminhar apoiando 70% do próprio peso, além de darem 4580 passos, com ajuda de técnicas não-invasivas.
Em uma pesquisa publicada em 2022, foi demonstrado o efeito clínico superior que o uso de ICM não-invasiva têm em relação com colocar pacientes para andar em robôs que não possuam a mesma tecnologia. Entre 2023–2024, Nicolelis passou a criticar a empresa Neuralink, fundada por dois de seus ex-alunos, levantando preocupações éticas com como a empresa trabalha, além de criticar a forma de anunciarem como “novidade” um tipo de pesquisa que a equipe de Nicolelis já havia realizado nas duas décadas anteriores. Também em 2023, Nicolelis anunciou a criação do “Instituto Nicolelis de Estudos Avançados do Cérebro”, que visa levar soluções de baixo custo, baseada na ICM, para o tratamento de doenças neurológicas e psiquiátricas que afetam 1 bilhão de pessoas. O primeiro polo será criado em Milão, Itália, desenvolvido com o Hospital IRCCS San Raffaele e a Universidade Vita-Salute San Raffaele, como anunciado em março de 2024.

## Outras pesquisas
Não relacionado com o “Andar de Novo”, no dia 9 de julho de 2015 foram publicadas duas pesquisas, no Scientific Reports, demonstrando a interação cérebro-cérebro, no conceito de Brainet.

## Prêmios
Em 2010, Nicolelis ganhou o prêmio de U$S 2,5 milhões da National Institute of Health, sendo o primeiro brasileiro a receber esse prêmio. Devido às pesquisas com ICM, em 2016 Nicolelis ganhou o Prêmio Daniel E. Noble na categoria de tecnologias emergentes.

## Obras
Em 2019, o laboratório responsável pelo projeto publicou uma compilação, em dois volumes, compilando 20 anos de artigos científicos do grupo, com download gratuito.
- 20 Years of Brain-Machine Interface Research. Col: Nicolelis Lab Series (em inglês). 1. [S.l.: s.n.] 2019. 452 páginas
- 20 Years of Brain-Machine Interface Research. Col: Nicolelis Lab Series (em inglês). 2. [S.l.: s.n.] 2019. 436 páginas

## Nota
1. ↑  Em sua compilação de 2019, Nicolelis descreve que o artigo de julho de 1999 lançou o campo de estudos da ICM, causando sensação na comunidade científica,[8] sendo o primeiro exemplo da interação do cérebro com a máquina (no caso, uma alavanca),[9][10] sendo a primeira demonstração experimental de uma ICM.[11] Em 2000, fazendo uma resenha das investigações, Nicolelis usou, pela primeira vez, o termo "interface cérebro-máquina" para descrever a conexão entre cérebros vivos e dispositivos artificiais.[12] Em 2001, no artigo “Actions from Thoughts” de 2001, Nicolelis criou o termo “hybrid brain-machine interfaces”[13] e nesse mesmo ano foi descrito, pelo MIT, como um líder na área de ICM.[14]
2. ↑  Em “Mundo além de nosso eu”, Nicolelis conta que o exoesqueleto foi criado pelo pesquisador Gordon Cheng.[27]